# Sport-Club Freiburg 2003-2004
Questa voce raccoglie le informazioni riguardanti il Sport-Club Freiburg nelle competizioni ufficiali della stagione 2003-2004.

## Stagione
Nella stagione 2003-2004 il Friburgo, allenato da Volker Finke, concluse il campionato di Bundesliga al 13º posto. In Coppa di Germania il Friburgo fu eliminato agli ottavi di finale dal Lubecca.

## Rosa
| N. |                                 | Ruolo | Calciatore          |
| -- | ------------------------------- | ----- | ------------------- |
| 1  | Germania (bandiera)             | P     | Richard Golz        |
| 2  | Germania (bandiera)             | D     | Daniel Schumann     |
| 4  | Germania (bandiera)             | C     | Andreas Zeyer       |
| 5  | Svizzera (bandiera)             | D     | Oumar Kondé         |
| 6  | Bosnia ed Erzegovina (bandiera) | C     | Zlatan Bajramović   |
| 7  | Georgia (bandiera)              | C     | Levan Tskitishvili  |
| 8  | Paesi Bassi (bandiera)          | A     | Ellery Cairo        |
| 9  | Georgia (bandiera)              | A     | Aleksandre Iashvili |
| 10 | Mali (bandiera)                 | C     | Soumaila Coulibaly  |
| 11 | Germania (bandiera)             | A     | Dennis Kruppke      |
| 12 | Libano (bandiera)               | C     | Roda Antar          |
| 13 | Germania (bandiera)             | D     | Stefan Müller       |
| 14 | Francia (bandiera)              | A     | Abder Ramdane       |
| 15 | Svizzera (bandiera)             | D     | Bruno Berner        |

| N. |                           | Ruolo | Calciatore              |
| -- | ------------------------- | ----- | ----------------------- |
| 16 | Germania (bandiera)       | D     | Lars Hermel             |
| 17 | Mali (bandiera)           | D     | Boubacar Diarra         |
| 18 | Nigeria (bandiera)        | D     | Seyi Olajengbesi        |
| 20 | Rep. del Congo (bandiera) | A     | Rolf-Christel Guié-Mien |
| 21 | Germania (bandiera)       | C     | Dennis Bührer           |
| 22 | Germania (bandiera)       | C     | Sascha Riether          |
| 23 | Burkina Faso (bandiera)   | C     | Wilfried Sanou          |
| 24 | Germania (bandiera)       | P     | Timo Reus               |
| 29 | Germania (bandiera)       | C     | Tobias Willi            |
| 32 | Germania (bandiera)       | D     | Torge Hollmann          |
| 33 | Ghana (bandiera)          | A     | Ibrahim Tanko           |
| 34 | Albania (bandiera)        | C     | Jürgen Gjasula          |
| 35 | Germania (bandiera)       | P     | Dominik Wohlfarth       |
| 36 | Germania (bandiera)       | P     | Julian Reinard          |

## Organigramma societario
Area tecnica
- Allenatore: Volker Finke
- Allenatore in seconda: Karsten Neitzel, Achim Sarstedt
- Preparatore dei portieri:
- Preparatori atletici:

## Calciomercato

### Sessione estiva
| Acquisti | Acquisti       | Acquisti | Acquisti |
| R.       | Nome           | da       | Modalità |
| -------- | -------------- | -------- | -------- |
| C        | Roda Antar     | Amburgo  |          |
| A        | Ellery Cairo   | Twente   |          |
| A        | Dennis Kruppke | Lubecca  |          |
| C        | Wilfried Sanou | Sion     |          |

| Cessioni | Cessioni           | Cessioni   | Cessioni |
| R.       | Nome               | da         | Modalità |
| -------- | ------------------ | ---------- | -------- |
| C        | Jan Männer         | Karlsruhe  |          |
| C        | Michael Aničić     | Darmstadt  |          |
| C        | Levan K'obiashvili | Schalke 04 |          |
| D        | Benjamin Kruse     | Duisburg   |          |

### Sessione invernale
| Acquisti | Acquisti         | Acquisti      | Acquisti |
| R.       | Nome             | da            | Modalità |
| -------- | ---------------- | ------------- | -------- |
| D        | Seyi Olajengbesi | Julius Berger |          |

| Cessioni | Cessioni | Cessioni | Cessioni |
| R.       | Nome     | da       | Modalità |
| -------- | -------- | -------- | -------- |

## Risultati

### Bundesliga

#### Girone di andata
| Arbitro: | Albrecht |

|                                           |           |             |
| Ponte 17’ Lúcio 28’ Juan 41’ Neuville 61’ | Marcatori | 20’ Riether |

| Arbitro: | Sippel |

|                                     |           |                   |
| Coulibaly 54’ (rig.) Bajramović 87’ | Marcatori | 11’ Prica 45’ Max |

| Berlino 16 agosto 2003, ore 15:30 CEST 3ª giornata | Hertha Berlino | 0 – 0 referto | Friburgo | Stadio Olimpico (32 508 spett.)\| Arbitro: \| Schmidt \| |
| Arbitro:                                           | Schmidt        |               |          |                                                          |

| Arbitro: | Fandel |

|                                            |           |              |
| Bajramović 14’, 28’ Zeyer 33’ Iashvili 80’ | Marcatori | 68’ van Lent |

| Arbitro: | Kinhöfer |

|                  |           |                         |
| Hristov 32’, 37’ | Marcatori | 21’ Coulibaly 34’ Zeyer |

| Arbitro: | Kemmling |

|                                       |           |               |
| Bajramović 2’ Tskitishvili 37’ (rig.) | Marcatori | 11’ Rodríguez |

| Arbitro: | Stark |

|              |           |  |
| Ewerthon 68’ | Marcatori |  |

| Arbitro: | Meyer |

|                |           |  |
| Bajramović 76’ | Marcatori |  |

| Arbitro: | Wack |

|           |           |  |
| Doğan 70’ | Marcatori |  |

| Arbitro: | Steinborn |

|                   |           |                                        |
| Iashvili 60’, 90’ | Marcatori | 14’, 28’ Ailton 37’ Micoud 65’ Klasnić |

| Arbitro: | Jansen |

|                                       |           |                      |
| Kurányi 32’, 65’ Tiffert 62’ Hleb 64’ | Marcatori | 45’ (rig.) Coulibaly |

| Arbitro: | Wack |

|                        |           |                     |
| Iashvili 31’, 33’, 76’ | Marcatori | 62’ Topić 90’ Franz |

| Arbitro: | Fröhlich |

|           |           |  |
| Sanou 81’ | Marcatori |  |

| Arbitro: | Kinhöfer |

|                                          |           |  |
| Brdarić 43’ Stendel 66’ Christiansen 85’ | Marcatori |  |

| Arbitro: | Fandel |

|                              |           |                          |
| Antar 3’, 11’, 80’ Sanou 23’ | Marcatori | 13’ Hashemian 25’ Madsen |

| Arbitro: | Albrecht |

|                                                 |           |           |
| Reinhardt 8’ Barbarez 18’ Maltritz 66’ Rahn 88’ | Marcatori | 50’ Antar |

| Arbitro: | Meyer |

|  |           |                                                                           |
|  | Marcatori | 6’ Demichelis 23’ Salihamidžić 28’, 67’ Makaay 61’ Pizarro 87’ Trochowski |

#### Girone di ritorno
| Arbitro: | Keßler |

|           |           |  |
| Antar 53’ | Marcatori |  |

| Arbitro: | Gagelmann |

|                                                       |           |           |
| Di Salvo 7’ Arvidsson 76’ Plassnegger 80’ Tjikuzu 90’ | Marcatori | 64’ Sanou |

| Arbitro: | Weiner |

|                                             |           |                                       |
| Hartmann 75’ (aut.) Tskitishvili 87’ (rig.) | Marcatori | 22’ Friedrich 44’ Neuendorf 62’ Reina |

| Arbitro: | Fandel |

|                             |           |                      |
| Marić 57’ (rig.) Kolkka 58’ | Marcatori | 19’ Cairo 50’ Berner |

| Arbitro: | Kemmling |

|                         |           |  |
| Tskitishvili 82’ (rig.) | Marcatori |  |

| Arbitro: | Albrecht |

|                           |           |  |
| Sand 42’, 52’ Glieder 62’ | Marcatori |  |

| Arbitro: | Wack |

|                                   |           |                            |
| Antar 16’ Tskitishvili 67’ (rig.) | Marcatori | 45’ Dedê 59’ (aut.) Hermel |

| Arbitro: | Kircher |

|              |           |               |
| Agostino 58’ | Marcatori | 10’ Coulibaly |

| Arbitro: | Koop |

|                                    |           |  |
| Iashvili 15’ Riether 76’ Antar 80’ | Marcatori |  |

| Arbitro: | Keßler |

|            |           |            |
| Ailton 17’ | Marcatori | 1’ Kruppke |

| Arbitro: | Weiner |

|  |           |             |
|  | Marcatori | 10’ Kurányi |

| Arbitro: | Fröhlich |

|                                               |           |  |
| Franz 11’ Baiano 20’ Sarpei 47’ Klimowicz 67’ | Marcatori |  |

| Arbitro: | Fandel |

|                                        |           |  |
| Skela 29’ (rig.) Preuß 45’ Beierle 72’ | Marcatori |  |

| Arbitro: | Steinborn |

|                                              |           |             |
| Riether 14’ Bajramović 50’ Iashvili 69’, 78’ | Marcatori | 52’ Brdarić |

| Arbitro: | Sippel |

|                                          |           |  |
| Madsen 2’ Hashemian 53’ Cairo 68’ (aut.) | Marcatori |  |

| Friburgo in Brisgovia 15 maggio 2004, ore 15:30 CEST 33ª giornata | Friburgo | 0 – 0 referto | Amburgo | Dreisamstadion (25 000 spett.)\| Arbitro: \| Stark \| |
| Arbitro:                                                          | Stark    |               |         |                                                       |

| Arbitro: | Weiner |

|                                 |           |  |
| Deisler 18’ Lizarazu 73’ (rig.) | Marcatori |  |

### Coppa di Germania
| Arbitro: | Schmidt |

|            |           |                                                  |
| Khalil 57’ | Marcatori | 21’ Iashvili 23’ Bajramović 42’ Cairo 88’ Berner |

| Arbitro: | Weiner |

|                                                                                |           |                                  |
| Coulibaly 8’, 108’, 112’ Iashvili 42’, 116’ Kruppke 84’ Bajramović 105’ (rig.) | Marcatori | 37’ Poulsen 63’ Pinto 68’ Trojan |

| Arbitro: | Frank |

|             |           |  |
| Bärwolf 76’ | Marcatori |  |

## Statistiche

### Statistiche di squadra
| Competizione      | Punti | In casa | In casa | In casa | In casa | In casa | In casa | In trasferta | In trasferta | In trasferta | In trasferta | In trasferta | In trasferta | Totale | Totale | Totale | Totale | Totale | Totale | DR  |
| Competizione      | Punti | G       | V       | N       | P       | Gf      | Gs      | G            | V            | N            | P            | Gf           | Gs           | G      | V      | N      | P      | Gf     | Gs     | DR  |
| ----------------- | ----- | ------- | ------- | ------- | ------- | ------- | ------- | ------------ | ------------ | ------------ | ------------ | ------------ | ------------ | ------ | ------ | ------ | ------ | ------ | ------ | --- |
| Bundesliga        | 38    | 17      | 10      | 3       | 4       | 32      | 25      | 17           | 0            | 5            | 12           | 10           | 42           | 34     | 10     | 8      | 16     | 42     | 67     | -25 |
| Coppa di Germania | -     | 1       | 1       | 0       | 0       | 7       | 3       | 2            | 1            | 0            | 1            | 4            | 2            | 3      | 2      | 0      | 1      | 11     | 5      | +6  |
| Totale            | 38    | 18      | 11      | 3       | 4       | 39      | 28      | 19           | 1            | 5            | 13           | 14           | 44           | 37     | 12     | 8      | 17     | 53     | 72     | -19 |

### Andamento in campionato
| Giornata  | 1  | 2  | 3  | 4 | 5  | 6 | 7 | 8 | 9 | 10 | 11 | 12 | 13 | 14 | 15 | 16 | 17 | 18 | 19 | 20 | 21 | 22 | 23 | 24 | 25 | 26 | 27 | 28 | 29 | 30 | 31 | 32 | 33 | 34 |
| --------- | -- | -- | -- | - | -- | - | - | - | - | -- | -- | -- | -- | -- | -- | -- | -- | -- | -- | -- | -- | -- | -- | -- | -- | -- | -- | -- | -- | -- | -- | -- | -- | -- |
| Luogo     | T  | C  | T  | C | T  | C | T | C | T | C  | T  | C  | C  | T  | C  | T  | C  | C  | T  | C  | T  | C  | T  | C  | T  | C  | T  | C  | T  | T  | C  | T  | C  | T  |
| Risultato | P  | N  | N  | V | N  | V | P | V | P | P  | P  | V  | V  | P  | V  | P  | P  | V  | P  | P  | N  | V  | P  | N  | N  | V  | N  | P  | P  | P  | V  | P  | N  | P  |
| Posizione | 15 | 13 | 12 | 9 | 10 | 9 | 9 | 7 | 9 | 9  | 11 | 9  | 8  | 10 | 8  | 9  | 10 | 9  | 10 | 11 | 11 | 10 | 11 | 11 | 11 | 10 | 10 | 10 | 11 | 11 | 11 | 11 | 11 | 13 |

Legenda:

Luogo: C = Casa; T = Trasferta. Risultato: V = Vittoria; N = Pareggio; P = Sconfitta.

### Statistiche dei giocatori
| Giocatore       | Bundesliga | Bundesliga | Bundesliga  | Bundesliga | Coppa di Germania | Coppa di Germania | Coppa di Germania | Coppa di Germania | Totale   | Totale | Totale      | Totale     |
| Giocatore       | Presenze   | Reti       | Ammonizioni | Espulsioni | Presenze          | Reti              | Ammonizioni       | Espulsioni        | Presenze | Reti   | Ammonizioni | Espulsioni |
| --------------- | ---------- | ---------- | ----------- | ---------- | ----------------- | ----------------- | ----------------- | ----------------- | -------- | ------ | ----------- | ---------- |
| R. Antar        | 17         | 7          | 1           | 1          | 1                 | 0                 | 0                 | 0                 | 18       | 7      | 1           | 1          |
| Z. Bajramović   | 26         | 6          | 4           | 1          | 3                 | 2                 | 1                 | 0                 | 29       | 8      | 5           | 1          |
| B. Berner       | 33         | 1          | 3           | 0          | 3                 | 1                 | 0                 | 0                 | 36       | 2      | 3           | 0          |
| D. Bührer       | 0          | 0          | 0           | 0          | 0                 | 0                 | 0                 | 0                 | 0        | 0      | 0           | 0          |
| E. Cairo        | 30         | 1          | 2           | 0          | 3                 | 1                 | 0                 | 0                 | 33       | 2      | 2           | 0          |
| S. Coulibaly    | 29         | 4          | 2           | 1          | 2                 | 3                 | 0                 | 0                 | 31       | 7      | 2           | 1          |
| B. Diarra       | 32         | 0          | 7           | 0          | 2                 | 0                 | 0                 | 0                 | 34       | 0      | 7           | 0          |
| J. Gjasula      | 0          | 0          | 0           | 0          | 0                 | 0                 | 0                 | 0                 | 0        | 0      | 0           | 0          |
| R. Golz         | 23         | 0          | 0           | 0          | 2                 | 0                 | 0                 | 0                 | 25       | 0      | 0           | 0          |
| R. Guié-Mien    | 10         | 0          | 0           | 0          | 3                 | 0                 | 0                 | 0                 | 13       | 0      | 0           | 0          |
| L. Hermel       | 13         | 0          | 2           | 0          | 1                 | 0                 | 1                 | 0                 | 14       | 0      | 3           | 0          |
| T. Hollmann     | 0          | 0          | 0           | 0          | 0                 | 0                 | 0                 | 0                 | 0        | 0      | 0           | 0          |
| A. Iashvili     | 30         | 9          | 1           | 0          | 3                 | 3                 | 0                 | 0                 | 33       | 12     | 1           | 0          |
| O. Kondé        | 21         | 0          | 2           | 0          | 1                 | 0                 | 0                 | 0                 | 22       | 0      | 2           | 0          |
| D. Kruppke      | 28         | 1          | 8           | 0          | 2                 | 1                 | 1                 | 0                 | 30       | 2      | 9           | 0          |
| S. Müller       | 28         | 0          | 1           | 0          | 3                 | 0                 | 0                 | 0                 | 31       | 0      | 1           | 0          |
| S. Olajengbesi  | 3          | 0          | 1           | 0          | 0                 | 0                 | 0                 | 0                 | 3        | 0      | 1           | 0          |
| A. Ramdane      | 0          | 0          | 0           | 0          | 0                 | 0                 | 0                 | 0                 | 0        | 0      | 0           | 0          |
| J. Reinard      | 9          | 0          | 0           | 0          | 0                 | 0                 | 0                 | 0                 | 9        | 0      | 0           | 0          |
| T. Reus         | 2          | 0          | 0           | 0          | 1                 | 0                 | 0                 | 0                 | 3        | 0      | 0           | 0          |
| S. Riether      | 33         | 3          | 5           | 0          | 3                 | 0                 | 0                 | 0                 | 36       | 3      | 5           | 0          |
| W. Sanou        | 24         | 3          | 2           | 0          | 0                 | 0                 | 0                 | 0                 | 24       | 3      | 2           | 0          |
| D. Schumann     | 5          | 0          | 1           | 0          | 1                 | 0                 | 0                 | 0                 | 6        | 0      | 1           | 0          |
| I. Tanko        | 16         | 0          | 0           | 0          | 2                 | 0                 | 0                 | 0                 | 18       | 0      | 0           | 0          |
| L. Tskitishvili | 29         | 4          | 6           | 0          | 1                 | 0                 | 1                 | 0                 | 30       | 4      | 7           | 0          |
| T. Willi        | 10         | 0          | 1           | 0          | 2                 | 0                 | 0                 | 0                 | 12       | 0      | 1           | 0          |
| D. Wohlfarth    | 0          | 0          | 0           | 0          | 0                 | 0                 | 0                 | 0                 | 0        | 0      | 0           | 0          |
| A. Zeyer        | 23         | 2          | 1           | 1          | 3                 | 0                 | 0                 | 0                 | 26       | 2      | 1           | 1          |